# Lepidodexia hyalinipennis
Lepidodexia hyalinipennis är en tvåvingeart som beskrevs av Guilherme A.M.Lopes 1992. Lepidodexia hyalinipennis ingår i släktet Lepidodexia och familjen köttflugor. Inga underarter finns listade i Catalogue of Life.